# Phytocoris planituberis
Phytocoris planituberis är en insektsart som beskrevs av Stonedahl 1988. Phytocoris planituberis ingår i släktet Phytocoris och familjen ängsskinnbaggar. Inga underarter finns listade i Catalogue of Life.